# Ларсмо
Ларсмо (швед. Larsmo, Луото, фин. Luoto) — община и остров (шхера) в Финляндии, в Ботническом заливе Балтийского моря, между портовыми городами Пиетарсаари (Якобстад, на юге) и Коккола (на северо-востоке). Община относится к провинции Остроботния. Является моноязычным шведским муниципалитетом. Доля населения, официально говорящего на шведском языке, на 31 декабря 2013 составляет 92,5%. Население 5264 человек (31 декабря 2017).
Община создана в 1867 году. В составе Российской империи (1809—1917) община относилась к Вазаской губернии Великого княжества Финляндского.
8 сентября 1905 году у острова сел на мель и взорвался пароход «Джон Графтон», доставлявший оружие в Россию.